# Katsuyama (Fukui)
Katsuyama (Japans: 勝山市, Katsuyama-shi) is een stad in de prefectuur Fukui in Japan. De oppervlakte van de stad is 253,68 km² en begin 2009 had de stad bijna 26.000 inwoners.

## Geschiedenis
In 1717 werd de Hakusan Heisenji-tempel opgericht en werd de stad een cultureel centrum. Halverwege de 16e eeuw werd deze tempel verwoest tijdens de boerenopstand. De tempel is herbouwd maar kreeg niet meer dezelfde uitstraling.
Op 1 september 1954 werd Katsuyama een stad (shi) na samenvoeging van de gelijknamige gemeente met acht dorpen.

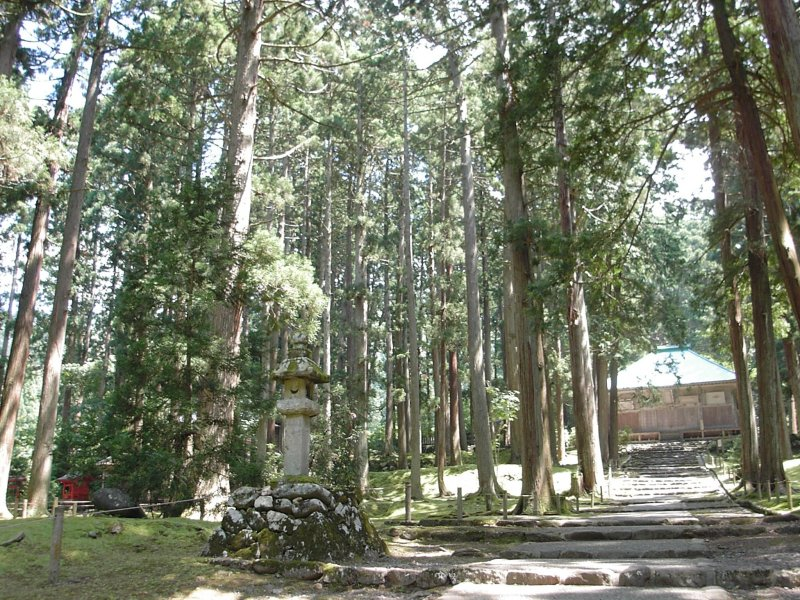
Hakusan Heisenji tempel

## Bezienswaardigheden
- Dinosaurusmuseum, geopend in 2000, heeft een rijke paleontologische collectie. In de streek rond Katsuyama bevinden zich een aantal vindplaatsen van fossiele gewervelde dieren. De rijkste locatie ligt op het grondgebied van Katsuyama aan de Sugiyama-rivier. In een steengroeve werden daar talrijke vondsten gedaan, onder meer van de dinosauriër Fukuiraptor kitadaniensis.[1]
- Ski Jam Katsuyama, het in oppervlak grootste ski-resort in de regio Kanzai.
- Daishizan Seidaiji tempel, met de daibutsu, een 17 meter hoog bronzen beeld van Boeddha.
- Katsuyama kasteel, ingericht als historisch museum.
- Hakusan Heisenji tempel.

## Stedenband
Katsuyama heeft een stedenband met
- Aspen, Verenigde Staten, sinds 1990.

## Verkeer
Katsuyama ligt aan de Hokuriku-hoofdlijn van de West Japan Railway Company en aan de Katsuyama-Eiheiji-lijn van de Echizen Spoorwegen.
Katsuyama ligt aan de Hokuriku-autosnelweg, aan de Chubu-Jukan-autosnelweg en aan de autowegen 157 en 416.

## Geboren in Katsuyama
- Yuko Mitsuya (三屋　裕子, Mitsuya Yūko), volleybalspeelster

## Aangrenzende steden
- Fukui
- Sakai
- Hakusan
- Ono
- Komatsu
- Kaga